# Institut de relations internationales de Prague
 (mars 2020).
Si vous disposez d'ouvrages ou d'articles de référence ou si vous connaissez des sites web de qualité traitant du thème abordé ici, merci de compléter l'article en donnant les références utiles à sa vérifiabilité et en les liant à la section « Notes et références ».
L’Institut de relations internationales de Prague est une institution de recherche publique qui produit des recherches scientifiques de base et appliquées dans le champ des relations internationales. Le fondateur de l'IRI est le ministre des Affaires étrangères de la République tchèque (MAE). Ondřej Ditrych est nommé directeur en 2018. Le support institutionnel de l'IRI dérive principalement du budget que l’État consacre pour la science, la recherche et l’innovation de la République tchèque, ainsi que de contributions du MAE et de projets visés, soutenus et financés par des filières locales et étrangères. L'IRI réalise des recherches indépendantes dans l’intérêt public.   

## L'histoire
Le ministre des Affaires étrangères de la Tchécoslovaquie a fondé l'Institut des Relations Internationales en 1970 pour remplacer l'Institut pour la Politique Internationale et l’Économie établi en 1957. Le monument historique nommé “The House of the White Horse", (en français “La Maison du Cheval Blanc”) qui se trouve rue Nerudova à Malá Strana, est devenu son siège et il l’est resté jusqu’à présent. Pendant les années 1970, la liberté de la société tchèque a été réduite à cause d’une augmentation progressive de la pression idéologique, du contrôle gouvernemental et de la censure. Les changements clés dans le fonctionnement de l'IRI ont eu lieu après les évènements du 1989. Pour l'IRI la Révolution de Velours a été un processus pour devenir une vraie institution scientifique indépendante. Dans les années suivantes, l'IRI a subi une perte d’idéologie et une dépolitisation radicale, contraposées à une mise en relief de ses relations actives avec les autres pays. Outre les nouveaux objectifs fixés, l'IRI a poursuivi son soutien à la politique étrangère de la nouvelle République tchèque. En 2007 l'IRI a été transformé dans une institution de recherche publique, et des éléments d’autonomie ont été intégrés à son organisation. 

## Activités en cours

### Recherche
Les activités de l'IRI consistent en recherches indépendantes, divulgation générale et activités pédagogiques. L'IRI crée donc un lien unique parmi le monde académique, le public et l’exercice de la politique internationale. L'activité clé de l'IRI est la recherche indépendante dans le champ des relations internationales. L'IRI met en œuvre deux types de recherche générales. Le premier type est la recherche académique élémentaire avec une variété de théories et précision méthodologique, qui a pour ambition d’être visible tant sur la scène internationale qu’à l’étranger. Le deuxième type est, pour ainsi dire, orienté vers la recherche appliquée qui se sert de connaissances approfondies dérivantes principalement de recherches propres de l'IRI et qui se base sur des méthodes analytiques et de recherche avancée. Cette typologie de recherche et surtout utilisée par le MAE, mais parfois même par d’autres institutions publiques. 
Les activités de recherche du IRI sont gérées par le département de recherche, dont le directeur est actuellement Professeur Emil Aslan. Le département est divisé en cinq centres de recherche: Le centre de la politique européenne, Le centre de l'économie politique globale, Le centre de la governance des technologies émergentes, Le centre de la loi internationale et Le centre des études des régiones du monde. 

### Coopération internationale
Dans le but de mettre en œuvre son propre programme de recherche, l'IRI est connecté au niveau international. Ses organisations partenaires inclurent, p.ex., le Consortium pour la Non-prolifération et le Désarmement, le TEPSA (Association Trans Européenne d’Etudes Politiques), l'EPIN (Réseau des instituts politiques européens), l'ECPR (Consortium Européen pour la Recherche en Science Politique) et l'EuroMeSCo (Commission d’étude Euro-méditerranéenne). Ses partenaires étrangers comprennent aussi l'Institut norvégien des affaires internationales (NUPI), l’Institut coréen des affaires étrangères et de la sécurité internationale (IFANS) et l’Institut autrichien des sciences humaines (IWM). 

### Éducation et divulgation
Parmi les objectifs base de l'IRI il y a l’élargissement de la notoriété publique pour ce qui concerne les études internationales, et l'élargissement des horizons du débat publique sur la politique internationale en République tchèque. De plus, l'IRI offre des stages professionnalisants pour étudiants et diplômés tchèques et étrangers.

### Autres activités
L'IRI organise beaucoup d’événements tels que des tables rondes, des séminaires ou des grandes conférences internationales qui portent généralement sur des problématiques internationales importantes, et sur les questions qui émergent des recherches propres de l'IRI. Deux parmi les conférences les plus importantes sont le Sommet européen de Prague (PES) et le Symposium international “Czech Foreign Policy” sur la politique étrangère tchèque, qui ont lieu chaque année. En outre, l'IRI a une bibliothèque publique qui fournit des moyens et du soutien pour des nombreuses activités d’édition, mises en œuvre à travers sa propre maison d’édition. La bibliothèque de l'IRI comprenait plus de 84 600 livres et 419 journaux à la fin de 2016, et l’Institut coopère surtout avec des bibliothèques professionnelles étrangères et des institutions informationnelles, mais également avec de nombreuses bibliothèques tchèques. Pour ce qui concerne les activités de publication de l'IRI, elles sont indispensables tant au niveau de recherche que pour la divulgation et les activités pédagogiques. L'IRI publie des revues à comité de lecture telles que The Czech Journal of International Relations et New Perspectives, ainsi que le journal divulgatif International Politics.  